# İlker Genel
İlker Genel (ur. 8 września 1984) – turecki zapaśnik walczący w stylu klasycznym. Mistrz śródziemnomorski w 2010. Trzeci na MŚ juniorów w 2003 roku.